# Persone di nome Anna/Scrittori
| Questa pagina contiene informazioni ricavate automaticamente dalle voci biografiche con l'ausilio del template Bio e di un bot. L'aggiornamento è periodico e automatico e ricostruisce completamente la pagina. Se manca una persona in questa lista, sei pregato di non aggiungerla, ma accertati piuttosto che la sua voce biografica contenga il template Bio e che i dati anagrafici siano correttamente compilati. Se il template Bio manca, inseriscilo tu stesso o, in alternativa, metti l'avviso {{tmp\|Bio}} che ne segnala la mancanza. Se i dati riportati sono sbagliati, correggi direttamente la voce biografica; le modifiche saranno visibili in questa lista entro pochi giorni. Per chiarimenti vedi il progetto biografie. La lista contiene solo le 56 persone che sono citate nell'enciclopedia e per le quali è stato implementato correttamente il template Bio. Pagina aggiornata al 1 apr 2024. |

Questa è una lista di persone presenti nell'enciclopedia che hanno il prenome Anna e sono scrittori.

## A(1)
- Anna Albertano, scrittrice italiana (Cuorgnè, n. 1963)

## B(5)
- Anna Baar, scrittrice austriaca (Zagabria, n. 1973)
- Anna Laetitia Barbauld, scrittrice britannica (Kibworth Harcourt, n. 1743 - Stoke Newington, † 1825)
- Anna Louisa Geertruida Bosboom-Toussaint, scrittrice olandese (Alkmaar, n. 1812 - L'Aia, † 1886)
- Anna Botsford Comstock, scrittrice, illustratrice e educatrice statunitense (Otto, n. 1854 - Ithaca, † 1930)
- Anna Burns, scrittrice britannica (Belfast, n. 1962)

## C(1)
- Anna Maria Cerasoli, scrittrice e divulgatrice scientifica italiana (Fontecchio, n. 1949)

## D(2)
- Anna Doyle Wheeler, scrittrice britannica (Tipperary - Camden Town, † 1848)
- Anna de Brémont, scrittrice e poetessa statunitense (n. 1864 - † 1922)

## E(2)
- Anna Errera, scrittrice italiana (Trieste, n. 1870 - Milano, † 1940)
- Anna Michajlovna Evreinova, scrittrice, avvocata e editrice russa (San Pietroburgo, n. 1844 - † 1919)

## F(4)
- Anna Felder, scrittrice svizzera (Lugano, n. 1937 - Aarau, † 2023)
- Anna Franchi, scrittrice e giornalista italiana (Livorno, n. 1867 - Milano, † 1954)
- Annette von Droste-Hülshoff, scrittrice e poetessa tedesca (Castello Hülshoff, n. 1797 - Castello Meersburg, † 1848)
- Anna Funder, scrittrice australiana (Melbourne, n. 1966)

## G(5)
- Anna Gavalda, scrittrice, giornalista e insegnante francese (Boulogne-Billancourt, n. 1970)
- Anna Geifman, scrittrice e storica statunitense (Leningrado, n. 1962)
- Anna Vertua Gentile, scrittrice italiana (Dongo, n. 1845 - Lodi, † 1926)
- Anna Godbersen, scrittrice statunitense (Berkeley, n. 1980)
- Anna Katharine Green, scrittrice statunitense (Brooklyn, n. 1846 - Buffalo, † 1935)

## H(1)
- Anna Maria Hall, scrittrice irlandese (Dublino, n. 1800 - † 1881)

## K(3)
- Anna Kańtoch, scrittrice polacca (Katowice, n. 1976)
- Judith Kerr, scrittrice, illustratrice e sceneggiatrice tedesca (Berlino, n. 1923 - Barnes, † 2019)
- Anna Kim, scrittrice austriaca (Daejeon, n. 1977)

## L(4)
- Anna Langfus, scrittrice e drammaturga polacca (Lublino, n. 1920 - Parigi, † 1966)
- Anna Lavatelli, scrittrice italiana (Cameri, n. 1953)
- Anna Leonowens, scrittrice, educatrice e attivista britannica (Ahmednagar, n. 1831 - Montréal, † 1915)
- Regina di Luanto, scrittrice italiana (Terni, n. 1862 - Pisa, † 1914)

## M(3)
- Sara Mannheimer, scrittrice e artista svedese (Lund, n. 1967)
- Anna Melis, scrittrice italiana (Cagliari, n. 1974)
- Mara Antelling, scrittrice italiana (Treviso, n. 1864 - Venezia, † 1904)

## N(1)
- Anna North, scrittrice e giornalista statunitense (Williamsburg, n. 1983)

## O(1)
- Anna Maria Ortese, scrittrice italiana (Roma, n. 1914 - Rapallo, † 1998)

## P(6)
- Anna Pavignano, scrittrice e sceneggiatrice italiana (Borgomanero, n. 1955)
- Anna Pepoli Sampieri, scrittrice e letterata italiana (Bologna, n. 1783 - Bologna, † 1844)
- Malin Persson Giolito, scrittrice e avvocatessa svedese (Stoccolma, n. 1969)
- Anna Luisa Pignatelli, scrittrice italiana (Asciano, n. 1952)
- Anna Prandoni, scrittrice e giornalista italiana (Busto Arsizio, n. 1975)
- Anna Premoli, scrittrice croata (n. 1980)

## Q(1)
- Anna Quindlen, scrittrice e giornalista statunitense (Filadelfia, n. 1952)

## R(4)
- Anna Rosenwasser, scrittrice e politica svizzera (n. 1990)
- Anna Ruchat, scrittrice, poetessa e traduttrice svizzera (Zurigo, n. 1959)
- Anna Russo, scrittrice italiana (Napoli, n. 1965)
- Anna Maria Rückerschöld, scrittrice svedese (Hedemora, n. 1725 - Stoccolma, † 1805)

## S(5)
- Anna Sarfatti, scrittrice italiana (Firenze, n. 1950)
- Anna Seghers, scrittrice tedesca (Magonza, n. 1900 - Berlino Est, † 1983)
- Anna Seward, scrittrice, poetessa e critica letteraria inglese (n. 1742 - † 1809)
- Anna Sewell, scrittrice inglese (Great Yarmouth, n. 1820 - Norwich, † 1878)
- Nan Shepherd, scrittrice e poetessa scozzese (Peterculter, n. 1893 - Aberdeen, † 1981)

## T(3)
- Anna Todd, scrittrice statunitense (Dayton, n. 1989)
- Anna Tutsek, scrittrice e giornalista ungherese (Cluj-Napoca, n. 1865 - Budapest, † 1944)
- Anna Tyszkiewicz, scrittrice e nobile polacca (Varsavia, n. 1776 - Parigi, † 1867)

## V(2)
- Annie Vivanti, scrittrice e poetessa italiana (Norwood, n. 1866 - Torino, † 1942)
- Anna Vivarelli, scrittrice, giornalista e drammaturga italiana (Torino, n. 1958)

## Z(1)
- Neera, scrittrice italiana (Milano, n. 1846 - Milano, † 1918)

## [(1)
- Renata Debenedetti, scrittrice e traduttrice italiana (Torino, n. 1907 - Roma, † 1998)